# Pseudoschmidtia meridionalis
Pseudoschmidtia meridionalis is een rechtvleugelig insect uit de familie Euschmidtiidae. De wetenschappelijke naam van deze soort is voor het eerst geldig gepubliceerd in 1971 door Descamps.